# 第24回衆議院議員総選挙
第24回衆議院議員総選挙（だい24かいしゅうぎいんぎいんそうせんきょ）は、1949年（昭和24年）1月23日に日本で行われた国会（衆議院）議員の総選挙である。

## 概要
日本国憲法施行後、最初の総選挙である。社会党、民主党、国民協同党の三党連立内閣である片山哲内閣、芦田均内閣が続いていたが、昭電疑獄が致命的となって芦田内閣は崩壊して直後に芦田均前首相が逮捕される事態となった。GHQ（連合国軍総司令部）内の反吉田派（主として民政局）は民主自由党幹事長・山崎猛を首班として擁立するという新政権構想を画策するが、民自党分裂を恐れた党幹部が山崎を議員辞職させたために民主自由党単独の第2次吉田内閣成立の運びとなった。
このため、新内閣は少数与党となったために早期の解散総選挙を要望していたが、総選挙を行った場合に大敗する事が目に見えていた野党（前政権与党である三党）が激しく抵抗した。このため、GHQ主導の下で衆議院解散のシナリオが作られる（後述）という奇妙な形で、内閣不信任案成立→衆議院解散・総選挙の運びとなった。
事前の予想では、民主自由党が第一党になると予測はされたものの、過半数の獲得は難しく、民主党、社会党両党が連合を組んだ場合、民自党を上回り過半数となると観測された。そのため、民自党、社会党の双方とも民主党を自陣営に取り込んだ方が政権獲得可能となるため、選挙後は、民主党が政局の鍵を握ると見なされた。
選挙前の1948年12月末に吉田首相は極秘裏に犬養民主党総裁と会談を持ち、総選挙後の保守連立政権樹立を約束していた。
しかし、1月23日投票の結果、民自党は264議席を獲得し、大勝した。これは、片山・芦田両内閣が社会党、民主党、国民協同党の保革三党連立であったために政局の不安定を招いた上、汚職事件や政権内における抗争を繰り返したこと、さらにGHQ（連合国軍総司令部）の指令に唯々諾々と追随したと見られたことなどに対する国民世論の批判が反映したものであった。本選挙においては、保守政党に投票した有権者の約70％が民主自由党に集中した。池田勇人、佐藤栄作、前尾繁三郎、西村英一、橋本龍伍ら官界出身者を中心とするいわゆる『吉田学校』の生徒が大量当選した。
また、革新政党に投票した有権者の社会党離れが見られ、片山哲、西尾末広（非公認）、野溝勝、加藤勘十、加藤シズエ、冨吉栄二ら大物議員も多数落選。63議席減で、北海道、茨城、千葉、長野、鹿児島など19の道県で全滅となった。約30％が共産党に投票し、解散前の4議席から35議席へと劇的に勢力を伸ばした共産党の躍進に繋がっている。共産党は特に大都市部やその周辺で強く、東京都（7選挙区）・京都府（2選挙区）・神奈川県（3選挙区）の3都府県では全区で当選者を出し（他に山梨県・鳥取県・島根県の3つの全県区で共産党候補が当選）、大阪府でも大阪5区を除く4つの選挙区で議席を獲得した。
中間政党は低得票に終わり、世論の左右分極化が顕著であり、このため、本選挙は、後の55年体制における保守・革新の対立軸を形成する前書的傾向とも評される。

### 解散をめぐる憲法解釈
第2次吉田内閣は少数与党政権であったため、早期に衆議院解散総選挙の実施を目指したが、解散にあたって、GHQ民政局が内閣に衆議院を解散する権限は無いとする解釈を開陳した。吉田内閣は憲法7条第3号に基づき、衆議院の解散権は内閣の権限であるとしていたが、民政局は憲法69条に基づき、内閣不信任案が決議されない限り、内閣は衆議院を解散できないと内閣の権能を限定的なものとする解釈を主張し、双方の主張は平行線をたどった。
結局、吉田内閣はマッカーサーを間に調停をする形を取り、GHQのウィリアムズ国会課長の第4回通常国会で補正予算の成立後、野党の提出した吉田内閣不信任案を可決し、政府に衆議院を解散させるという調停案を引き出すこととなった。だが、社会・民主の両党（野党側）は昭電疑獄に対する国民の猛反発から次期総選挙での敗北は予想されるところであり、内閣不信任案の審議・投票中はみな意気消沈し、一方不信任案成立によって「NO」を突きつけられた筈の民自党（与党側）がみな狂喜するという通常とは正反対の事態が繰り広げられたと言う。このため、「馴れ合い解散」と呼ばれている。

### 再選挙
本選挙においては、新潟2区の一部である七谷村（現加茂市の一部）における選挙について、最高裁判所による選挙無効判決が1950年9月22日付で確定し、1950年10月30日に再選挙が行われたが、結果的に当落は変わらなかった。

## 選挙データ

### 内閣
- 選挙時：第2次吉田内閣（第48代）
  - 内閣総理大臣：吉田茂（民主自由党総裁）
  - 与党：民主自由党
- 選挙後：第3次吉田内閣（第49代）
  - 内閣総理大臣：吉田茂（民主自由党総裁）
  - 与党：民主自由党

### 解散日
- 1948年（昭和23年）12月23日

### 解散名
- 馴れ合い解散

### 公示日
- 1948年（昭和23年）12月27日

### 投票日
- 1949年（昭和24年）1月23日

### 改選数
- 466（）

### 選挙制度
- 中選挙区制
  - 3人区：40（）
  - 4人区：39（）
  - 5人区：38（）

#### 投票方法
秘密投票、単記投票、1票制

#### 選挙権
満20歳以上の日本国民

#### 被選挙権
満25歳以上の日本国民

#### 有権者数
42,105,300（男性：20,060,522　女性：22,044,778）

### 同日実施の選挙等
国民投票
- 最高裁判所裁判官国民審査 - 最初に実施された最高裁判所裁判官国民審査。

## 選挙活動

### 党派別立候補者数
| 党派                                   | 党派         | 計    | 内訳 | 内訳 | 内訳 | 男性  | 女性 | 公示前 |
| 党派                                   | 党派         | 計    | 前   | 元   | 新   | 男性  | 女性 | 公示前 |
| -------------------------------------- | ------------ | ----- | ---- | ---- | ---- | ----- | ---- | ------ |
|                                        | 民主自由党   | 419   | 152  | 27   | 237  | 415   | 4    | 155    |
|                                        | 日本社会党   | 187   | 107  | 12   | 68   | 178   | 9    | 111    |
|                                        | 日本民主党   | 210   | 85   | 15   | 110  | 202   | 8    | 92     |
|                                        | 国民協同党   | 63    | 26   | 4    | 33   | 62    | 1    | 26     |
|                                        | 社会革新党   | 29    | 15   | 0    | 14   | 28    | 1    | 18     |
|                                        | 労働者農民党 | 45    | 12   | 1    | 32   | 44    | 1    | 12     |
|                                        | 日本共産党   | 115   | 4    | 4    | 107  | 112   | 3    | 4      |
|                                        | 農民新党     | 12    | 5    | 2    | 5    | 12    | 0    | 5      |
|                                        | 諸派         | 73    | 15   | 0    | 58   | 71    | 2    | 17     |
|                                        | 無所属       | 211   | 6    | 4    | 201  | 196   | 15   | 7      |
| 総計                                   | 総計         | 1,364 | 427  | 69   | 865  | 1,320 | 44   | 447    |
| 出典：『北國毎日新聞』『朝日選挙大観』 |              |       |      |      |      |       |      |        |

## 選挙結果

### 党派別獲得議席
| 党派                                            | 党派                     | 党派                     | 獲得 議席                | 増減                     | 得票数     | 得票率 | 公示前 |
| ----------------------------------------------- | ------------------------ | ------------------------ | ------------------------ | ------------------------ | ---------- | ------ | ------ |
| 与党                                            | 与党                     | 与党                     | 264                      | 109                      | 13,420,269 | 43.87% | 155    |
|                                                 |                          | 民主自由党               | 264                      | 109                      | 13,420,269 | 43.87% | 155    |
| 野党・無所属                                    | 野党・無所属             | 野党・無所属             | 202                      | 090                      | 17,172,250 | 56.13% | 292    |
|                                                 |                          | 日本民主党               | 69                       | 023                      | 4,798,352  | 15.68% | 92     |
|                                                 | 日本社会党               | 48                       | 063                      | 4,129,794                | 13.50%     | 111    |        |
|                                                 | 日本共産党               | 35                       | 031                      | 2,984,780                | 9.76%      | 4      |        |
|                                                 | 国民協同党               | 14                       | 012                      | 1,041,879                | 3.41%      | 26     |        |
|                                                 | 労働者農民党             | 7                        | 005                      | 606,840                  | 1.98%      | 12     |        |
|                                                 | 農民新党                 | 6                        | 001                      | 297,203                  | 0.97%      | 5      |        |
|                                                 | 社会革新党               | 5                        | 013                      | 387,214                  | 1.27%      | 18     |        |
|                                                 | 諸派                     | 6                        | 011                      | 918,079                  | 3.00%      | 17     |        |
|                                                 | 無所属                   | 12                       | 005                      | 2,008,109                | 6.56%      | 7      |        |
|                                                 | 欠員                     | 欠員                     | 0                        | 019                      | －         | －     | 19     |
| 総計                                            | 総計                     | 総計                     | 466                      | 増減なし                 | 30,592,519 | 100.0% | 466    |
| 有効票数（有効率）                              | 有効票数（有効率）       | 有効票数（有効率）       | 有効票数（有効率）       | 有効票数（有効率）       | 30,592,519 | 98.13% |        |
| 無効票・白票数（無効率）                        | 無効票・白票数（無効率） | 無効票・白票数（無効率） | 無効票・白票数（無効率） | 無効票・白票数（無効率） | 583,376    | 1.87%  |        |
| 投票者数（投票率）                              | 投票者数（投票率）       | 投票者数（投票率）       | 投票者数（投票率）       | 投票者数（投票率）       | 31,175,895 | 74.04% |        |
| 棄権者数（棄権率）                              | 棄権者数（棄権率）       | 棄権者数（棄権率）       | 棄権者数（棄権率）       | 棄権者数（棄権率）       | 10,929,405 | 25.96% |        |
| 有権者数                                        | 有権者数                 | 有権者数                 | 有権者数                 | 有権者数                 | 42,105,300 | 100.0% |        |
| 出典：総務省統計局 衆議院議員総選挙一覽. 第24回 |                          |                          |                          |                          |            |        |        |

投票率：74.04％（前回比： 6.09％）
【男性：80.74％　（前回比： 5.87％）　女性：67.95％　（前回比： 6.35％）】

### 党派別当選者内訳
| 党派                   | 党派         | 計  | 内訳 | 内訳 | 内訳 | 男性 | 女性 |
| 党派                   | 党派         | 計  | 前   | 元   | 新   | 男性 | 女性 |
| ---------------------- | ------------ | --- | ---- | ---- | ---- | ---- | ---- |
|                        | 民主自由党   | 264 | 125  | 18   | 121  | 262  | 2    |
|                        | 日本民主党   | 69  | 40   | 6    | 23   | 69   | 0    |
|                        | 日本社会党   | 48  | 39   | 3    | 6    | 43   | 5    |
|                        | 日本共産党   | 35  | 4    | 3    | 28   | 32   | 3    |
|                        | 国民協同党   | 14  | 14   | 0    | 0    | 14   | 0    |
|                        | 労働者農民党 | 7   | 7    | 0    | 0    | 6    | 1    |
|                        | 農民新党     | 6   | 4    | 1    | 1    | 6    | 0    |
|                        | 社会革新党   | 5   | 4    | 0    | 1    | 4    | 1    |
|                        | 諸派         | 6   | 5    | 0    | 1    | 6    | 0    |
|                        | 無所属       | 12  | 1    | 0    | 11   | 12   | 0    |
| 総計                   | 総計         | 466 | 243  | 31   | 192  | 454  | 12   |
| 出典：『朝日選挙大観』 |              |     |      |      |      |      |      |

## 政党
| 民主自由党：264議席 総裁：吉田茂 幹事長 ：広川弘禅 総務会長 ：星島二郎 政務調査会長 ：青木孝義 参議院議員会長：松嶋喜作 最高顧問 ：幣原喜重郎 | |                                                                 |
| 民主党：69議席 総裁：犬養健 幹事長 ：保利茂 総務会長 ：稲垣平太郎 政務調査会長 ：千葉三郎 参議院議員会長：桜内辰郎                            | 日本社会党：48議席 委員長：片山哲 書記長 ：西尾末広 政策審議会長 ：森戸辰男 国会対策委員長：浅沼稲次郎 | 日本共産党：35議席 書記長：徳田球一 政治局員：志賀義雄 野坂参三 |
| 国民協同党：14議席 書記長：三木武夫 副書記長 ：早川崇 政務調査会長 ：船田享二 中央常任委員会議長：岡田勢一                                    | 労働者農民党：7議席 主席：黒田寿男 書記長：中原健次                                                    | 農民新党：6議席 代表委員：松本六太郎                            |
| 社会革新党：5議席 書記長：佐竹晴記 | |                                                                 |

諸派：6議席
- 2議席（2団体）

新自由党　　：世耕弘一（和歌山2区）、寺本斎（熊本1区）
福岡農村連盟：中村寅太（福岡1区）、寺崎覺（福岡3区）
- 1議席（2団体）

日本農民党　：中野四郎（愛知4区）
立憲養正会　：浦口鉄男（北海道1区）

## 議員

### 当選者
民主自由党   民主党   日本社会党   日本共産党   国民協同党   労働者農民党   社会革新党   農民新党   諸派   無所属 
| 北海道   | 1区  | 苫米地英俊   | 宇野秀次郎   | 小川原政信   | 椎熊三郎   | 浦口鉄男   | 2区 | 河口陽一       | 玉置信一   | 松本六太郎   | 佐々木秀世 |            |
| 北海道   | 3区  | 田中元       | 冨永格五郎   | 川村善八郎   |            |            | 4区 | 岡田春夫       | 北二郎     | 小平忠       | 柄沢とし子 | 篠田弘作   |
| 北海道   | 5区  | 伊藤郷一     | 高倉定助     | 松田鉄蔵     | 飯田義茂   | 林好次     |     |                |            |              |            |            |
| 青森県   | 1区  | 小笠原八十美 | 苫米地義三   | 山崎岩男     | 夏堀源三郎 |            | 2区 | 奈良治二       | 笹森順造   | 清藤唯七     |            |            |
| 岩手県   | 1区  | 山本猛夫     | 野原正勝     | 鈴木善幸     | 石川金次郎 |            | 2区 | 小沢佐重喜     | 浅利三朗   | 高田弥市     | 志賀健次郎 |            |
| 宮城県   | 1区  | 庄司一郎     | 本間俊一     | 千葉三郎     | 安部俊吾   | 佐々木更三 | 2区 | 大石武一       | 内海安吉   | 角田幸吉     | 高橋清治郎 |            |
| 秋田県   | 1区  | 石田博英     | 平沢長吉     | 宮腰喜助     | 畠山重勇   |            | 2区 | 笹山茂太郎     | 飯塚定輔   | 根本龍太郎   | 村上清治   |            |
| 山形県   | 1区  | 牧野寛索     | 鹿野彦吉     | 松浦東介     | 小野孝     |            | 2区 | 志田義信       | 池田正之輔 | 図司安正     | 上林与市郎 |            |
| 福島県   | 1区  | 大内一郎     | 八百板正     | 松本善壽     | 今泉貞雄   |            | 2区 | 江花静         | 大和田義栄 | 菅家喜六     | 鈴木義男   | 円谷光衛   |
| 福島県   | 3区  | 関内正一     | 高木松吉     | 松井政吉     |            |            |     |                |            |              |            |            |
| 茨城県   | 1区  | 橋本登美三郎 | 山口武秀     | 小野瀬忠兵衛 | 幡谷仙次郎 |            | 2区 | 山崎猛         | 石野久男   | 塚原俊郎     |            |            |
| 茨城県   | 3区  | 鈴木明良     | 北沢直吉     | 原彪         | 池田峯雄   | 金塚孝     |     |                |            |              |            |            |
| 栃木県   | 1区  | 船田享二     | 森山欽司     | 尾関義一     | 高塩三郎   | 戸叶里子   | 2区 | 山口好一       | 森下孝     | 小平久雄     | 大澤嘉平治 | 佐藤親弘   |
| 群馬県   | 1区  | 石井繁丸     | 藤枝泉介     | 金子与重郎   |            |            | 2区 | 長谷川四郎     | 増田連也   | 松井豊吉     |            |            |
| 群馬県   | 3区  | 小峰柳多     | 中曽根康弘   | 武藤運十郎   | 小渕光平   |            |     |                |            |              |            |            |
| 埼玉県   | 1区  | 福永健司     | 渡部義通     | 川島金次     | 大泉寛三   |            | 2区 | 山口六郎次     | 細田栄蔵   | 清水逸平     |            |            |
| 埼玉県   | 3区  | 高田富之     | 阿左美広治   | 高間松吉     |            |            | 4区 | 青木正         | 古島義英   | 佐瀬昌三     |            |            |
| 千葉県   | 1区  | 佐久間徹     | 柳沢義男     | 多田勇       | 渋谷雄太郎 |            | 2区 | 山村新治郎     | 竹尾弌     | 寺島隆太郎   | 仲内憲治   |            |
| 千葉県   | 3区  | 森曉         | 片岡伊三郎   | 水田三喜男   | 小高熹郎   | 田中豊     |     |                |            |              |            |            |
| 神奈川県 | 1区  | 春日正一     | 松尾トシ子   | 三浦寅之助   | 門司亮     |            | 2区 | 今野武雄       | 白井佐吉   | 永井要造     | 土井直作   |            |
| 神奈川県 | 3区  | 岡崎勝男     | 岩本信行     | 小金義照     | 河野謙三   | 中西伊之助 |     |                |            |              |            |            |
| 山梨県   | 全県 | 樋貝詮三     | 鈴木正文     | 天野久       | 深沢義守   | 小林信一   |     |                |            |              |            |            |
| 東京都   | 1区  | 野坂参三     | 井手光治     | 浅沼稲次郎   | 野村専太郎 |            | 2区 | 菊池義郎       | 松岡駒吉   | 伊藤憲一     |            |            |
| 東京都   | 3区  | 広川弘禅     | 鈴木茂三郎   | 徳田球一     |            |            | 4区 | 花村四郎       | 風早八十二 | 高木章       |            |            |
| 東京都   | 5区  | 神山茂夫     | 加藤隆太郎   | 石田一松     | 鈴木仙八   |            | 6区 | 聴濤克巳       | 天野公義   | 島村一郎     | 中島守利   | 山口シヅエ |
| 東京都   | 7区  | 栗山長次郎   | 土橋一吉     | 福田篤泰     | 松谷天光光 | 並木芳雄   |     |                |            |              |            |            |
| 新潟県   | 1区  | 風間啓吉     | 松木弘       | 上村進       |            |            | 2区 | 渡辺良夫       | 玉井祐吉   | 稲葉修       | 三宅正一   |            |
| 新潟県   | 3区  | 亘四郎       | 田中角栄     | 稲村順三     | 小林進     | 丸山直友   | 4区 | 塚田十一郎     | 田中彰治   | 猪俣浩三     |            |            |
| 富山県   | 1区  | 鍛冶良作     | 佐伯宗義     | 内藤隆       |            |            | 2区 | 土倉宗明       | 橘直治     | 内藤友明     |            |            |
| 石川県   | 1区  | 坂田英一     | 岡良一       | 梨木作次郎   |            |            | 2区 | 益谷秀次       | 大森玉木   | 南好雄       |            |            |
| 福井県   | 全県 | 飛嶋繁       | 福田一       | 坪川信三     | 奥村又十郎 |            |     |                |            |              |            |            |
| 長野県   | 1区  | 小坂善太郎   | 田中重弥     | 倉石忠雄     |            |            | 2区 | 黒沢富次郎     | 小林運美   | 井出一太郎   |            |            |
| 長野県   | 3区  | 林百郎       | 小川平二     | 今村忠助     | 吉川久衛   |            | 4区 | 降旗徳弥       | 増田甲子七 | 植原悦二郎   |            |            |
| 岐阜県   | 1区  | 田中啓一     | 大野伴睦     | 木村公平     | 武藤嘉一   | 柳原三郎   | 2区 | 平野三郎       | 丹羽彪吉   | 岡村利右衛門 | 加藤鐐造   |            |
| 静岡県   | 1区  | 五島秀次     | 神田博       | 西村直己     | 砂間一良   | 水野彦治郎 | 2区 | 遠藤三郎       | 畠山鶴吉   | 宮幡靖       | 勝間田清一 | 小松勇次   |
| 静岡県   | 3区  | 中村幸八     | 竹山祐太郎   | 金原舜二     | 足立篤郎   |            |     |                |            |              |            |            |
| 愛知県   | 1区  | 田島ひで     | 辻寛一       | 田嶋好文     | 赤松勇     | 橋本金一   | 2区 | 早稲田柳右衛門 | 久野忠治   | 多武良哲三   | 川本末治   |            |
| 愛知県   | 3区  | 江崎真澄     | 鈴木幹雄     | 河野金昇     |            |            | 4区 | 中野四郎       | 三宅則義   | 中垣國男     | 千賀康治   |            |
| 愛知県   | 5区  | 青木孝義     | 福井勇       | 八木一郎     |            |            |     |                |            |              |            |            |
| 三重県   | 1区  | 川崎秀二     | 木村俊夫     | 松本一郎     | 山手満男   | 水谷昇     | 2区 | 中村清         | 尾崎行雄   | 石原円吉     | 足立梅市   |            |
| 滋賀県   | 全県 | 森幸太郎     | 江崎一治     | 今井耕       | 河原伊三郎 | 堤ツルヨ   |     |                |            |              |            |            |
| 京都府   | 1区  | 高木吉之助   | 谷口善太郎   | 田中伊三次   | 小川半次   | 水谷長三郎 | 2区 | 芦田均         | 大石ヨシエ | 前尾繁三郎   | 中野武雄   | 河田賢治   |
| 大阪府   | 1区  | 志賀義雄     | 岡野清豪     | 有田二郎     | 大矢省三   |            | 2区 | 川上貫一       | 押谷富三   | 前田種男     | 中山マサ   |            |
| 大阪府   | 3区  | 横田甚太郎   | 幣原喜重郎   | 浅香忠雄     | 井上良二   |            | 4区 | 松永仏骨       | 加藤充     | 田中萬逸     | 久保田鶴松 |            |
| 大阪府   | 5区  | 小西寅松     | 平島良一     | 西村栄一     |            |            |     |                |            |              |            |            |
| 兵庫県   | 1区  | 首藤新八     | 松沢兼人     | 立花敏男     |            |            | 2区 | 原健三郎       | 井之口政雄 | 塩田賀四郎   | 吉田吉太郎 | 米窪満亮   |
| 兵庫県   | 3区  | 岡田五郎     | 川西清       | 吉田省三     |            |            | 4区 | 河本敏夫       | 大上司     | 木下栄       | 堀川恭平   |            |
| 兵庫県   | 5区  | 有田喜一     | 斎藤隆夫     | 佐々木盛雄   |            |            |     |                |            |              |            |            |
| 奈良県   | 全県 | 前田正男     | 井上信貴男   | 竹村奈良一   | 東井三代次 | 藤井平治   |     |                |            |              |            |            |
| 和歌山県 | 1区  | 山口喜久一郎 | 今村長太郎   | 田中織之進   |            |            | 2区 | 世耕弘一       | 早川崇     | 田淵光一     |            |            |
| 鳥取県   | 全県 | 米原昶       | 稲田直道     | 門脇勝太郎   | 足鹿覚     |            |     |                |            |              |            |            |
| 島根県   | 全県 | 木村小左衛門 | 大橋武夫     | 山本利寿     | 中崎敏     | 木村栄     |     |                |            |              |            |            |
| 岡山県   | 1区  | 若林義孝     | 苅田アサノ   | 大村清一     | 逢沢寛     | 黒田寿男   | 2区 | 犬養健         | 近藤鶴代   | 橋本龍伍     | 星島二郎   | 中原健次   |
| 広島県   | 1区  | 山本久雄     | 松本瀧藏     | 佐竹新市     |            |            | 2区 | 池田勇人       | 宮原幸三郎 | 中川俊思     | 前田栄之助 |            |
| 広島県   | 3区  | 宇田恒       | 船越弘       | 平川篤雄     | 高橋等     | 森戸辰男   |     |                |            |              |            |            |
| 山口県   | 1区  | 吉武恵市     | 周東英雄     | 今澄勇       | 坂本実     |            | 2区 | 佐藤栄作       | 青柳一郎   | 田中尭平     | 受田新吉   | 高橋定一   |
| 徳島県   | 全県 | 三木武夫     | 真鍋勝       | 生田和平     | 柏原義則   | 岡田勢一   |     |                |            |              |            |            |
| 香川県   | 1区  | 玉置実       | 大西禎夫     | 成田知巳     |            |            | 2区 | 福田繁芳       | 島田末信   | 田万広文     |            |            |
| 愛媛県   | 1区  | 川端佳夫     | 関谷勝利     | 大西弘       |            |            | 2区 | 村瀬宣親       | 小西英雄   | 越智茂       |            |            |
| 愛媛県   | 3区  | 高橋英吉     | 薬師神岩太郎 | 中村純一     |            |            |     |                |            |              |            |            |
| 高知県   | 全県 | 吉田茂       | 林譲治       | 長野長広     | 大西正男   | 佐竹晴記   |     |                |            |              |            |            |
| 福岡県   | 1区  | 中村寅太     | 守島伍郎     | 池見茂隆     | 福田昌子   | 中島茂喜   | 2区 | 麻生太賀吉     | 田代文久   | 淵上房太郎   | 青野武一   | 松本七郎   |
| 福岡県   | 3区  | 龍野喜一郎   | 甲木保       | 高橋権六     | 荒木万寿夫 | 寺崎覚     | 4区 | 平井義一       | 衛藤速     | 長尾達生     | 江田斗米吉 |            |
| 佐賀県   | 全県 | 永井英修     | 保利茂       | 中村又一     | 三池信     | 北川定務   |     |                |            |              |            |            |
| 長崎県   | 1区  | 本多市郎     | 坪内八郎     | 田口長治郎   | 岡西明貞   | 若松虎雄   | 2区 | 北村徳太郎     | 西村久之   | 大瀬久市     | 岡延右衛門 |            |
| 熊本県   | 1区  | 松野頼三     | 坂口主税     | 藤田義光     | 坂本泰良   | 寺本斎     | 2区 | 坂田道太       | 園田直     | 福永一臣     | 原田雪松   | 吉田安     |
| 大分県   | 1区  | 村上勇       | 小玉治行     | 金光義邦     | 羽田野次郎 |            | 2区 | 福田喜東       | 西村英一   | 永田節       |            |            |
| 宮崎県   | 1区  | 川野芳満     | 佐藤重遠     | 淵通義       |            |            | 2区 | 小山長規       | 田中不破三 | 瀬戸山三男   |            |            |
| 鹿児島県 | 1区  | 上林山栄吉   | 床次徳二     | 井上知治     | 滿尾君亮   |            | 2区 | 石原登         | 中馬辰猪   | 尾崎末吉     |            |            |
| 鹿児島県 | 3区  | 前田郁       | 二階堂進     | 岩川与助     |            |            |     |                |            |              |            |            |

#### 補欠当選等
| 年                   | 月日  | 選挙区     | 選出       | 新旧別 | 当選者   | 所属党派   | 欠員         | 所属党派   | 欠員事由       |
| -------------------- | ----- | ---------- | ---------- | ------ | -------- | ---------- | ------------ | ---------- | -------------- |
| 1949                 | －    | 長崎2区    | （未実施） |        |          |            | 大瀬久市     | 無所属     | 1949.4.10死去  |
| 1949                 | －    | 長崎1区    | （未実施） |        |          |            | 若松虎雄     | 民主自由党 | 1949.9.24死去  |
| 1949                 | －    | 兵庫5区    | （未実施） |        |          |            | 斎藤隆夫     | 民主自由党 | 1949.10.7死去  |
| 1949                 | －    | 山口2区    | （未実施） |        |          |            | 高橋定一     | 民主自由党 | 1949.12.25死去 |
| 1950                 | 10.30 | 新潟2区    | 再選挙     | 元     | 渡邊良夫 | 自由党     | 渡邊良夫     | 自由党     | 1950.9.23失職  |
| 1950                 | 10.30 | 新潟2区    | 再選挙     | 元     | 玉井祐吉 | 無所属     | 玉井祐吉     | 無所属     | 1950.9.23失職  |
| 1950                 | 10.30 | 新潟2区    | 再選挙     | 元     | 三宅正一 | 日本社会党 | 稲葉修       | 国民民主党 | 1950.9.23失職  |
| 1950                 | 10.30 | 新潟2区    | 再選挙     | 元     | 稲葉修   | 国民民主党 | 三宅正一     | 日本社会党 | 1950.9.23失職  |
| 1950                 | －    | 北海道4区  | （未実施） |        |          |            | 北二郎       | 農民協同党 | 1950.1.29死去  |
| 1950                 | －    | 岐阜2区    | （未実施） |        |          |            | 丹羽彪吉     | 自由党     | 1950.4.10死去  |
| 1950                 | －    | 広島3区    | （未実施） |        |          |            | 森戸辰男     | 日本社会党 | 1950.4.18辞職  |
| 1950                 | －    | 神奈川1区  | （未実施） |        |          |            | 春日正一     | 日本共産党 | 1950.6.6失職   |
| 1950                 | －    | 東京1区    | （未実施） |        |          |            | 野坂参三     | 日本共産党 | 1950.6.6失職   |
| 1950                 | －    | 東京2区    | （未実施） |        |          |            | 伊藤憲一     | 日本共産党 | 1950.6.6失職   |
| 1950                 | －    | 東京3区    | （未実施） |        |          |            | 徳田球一     | 日本共産党 | 1950.6.6失職   |
| 1950                 | －    | 東京5区    | （未実施） |        |          |            | 神山茂夫     | 日本共産党 | 1950.6.6失職   |
| 1950                 | －    | 大阪1区    | （未実施） |        |          |            | 志賀義雄     | 日本共産党 | 1950.6.6失職   |
| 1950                 | －    | 東京7区    | （未実施） |        |          |            | 土橋一吉     | 日本共産党 | 1950.9.20失職  |
| 1951                 | -     | 兵庫2区    | （未実施） |        |          |            | 米窪満亮     | 日本社会党 | 1951.1.16死去  |
| 1951                 | -     | 京都2区    | （未実施） |        |          |            | 河田賢治     | 日本共産党 | 1951.2失職     |
| 1951                 | -     | 山梨全県区 | （未実施） |        |          |            | 天野久       | 民主党     | 1951.4.6辞職   |
| 1951                 | -     | 大阪3区    | （未実施） |        |          |            | 幣原喜重郎   | 自由党     | 1951.3.10死去  |
| 1951                 | -     | 大阪2区    | （未実施） |        |          |            | 川上貫一     | 日本共産党 | 1951.3.29失職  |
| 1951                 | -     | 兵庫3区    | （未実施） |        |          |            | 吉田省三     | 自由党     | 1951.8.16死去  |
| 1951                 | -     | 新潟1区    | （未実施） |        |          |            | 上村進       | 日本共産党 | 1951.9失職     |
| 1951                 | -     | 静岡1区    | （未実施） |        |          |            | 砂間一良     | 日本共産党 | 1951.9失職     |
| 1951                 | -     | 神奈川2区  | （未実施） |        |          |            | 白井佐吉     | 自由党     | 1951.12.6死去  |
| 1952                 | 3.12  | 東京6区    | 補欠選挙   | 新     | 熊本虎三 | 日本社会党 | 聴濤克巳     | 日本共産党 | 1950.6.28失職  |
| 1952                 | 3.12  | 東京6区    | 補欠選挙   | 新     | 新井京太 | 自由党     | 中島守利     | 自由党     | 1952.1.28死去  |
| 1952                 | －    | 北海道2区  | （未実施） |        |          |            | 松本六太郎   | 農民協同党 | 1952.2.8死去   |
| 1952                 | －    | 島根全県区 | （未実施） |        |          |            | 木村小左衛門 | 改進党     | 1952.2.28死去  |
| 1952                 | －    | 兵庫4区    | （未実施） |        |          |            | 木下栄       | 改進党     | 1952.5.26死去  |
| 1952                 | －    | 青森4区    | （未実施） |        |          |            | 清藤唯七     | 改進党     | 1952.7.15死去  |
| 出典：戦後の補欠選挙 |       |            |            |        |          |            |              |            |                |

### 初当選
計192名
○：貴族院議員経験者
民主自由党
121名
- 宇野秀次郎（北海道1区）
- 玉置信一　（北海道2区）
- 田中元　　（北海道3区）
- 篠田弘作　（北海道4区）
- 松田鉄蔵　（北海道5区）
- 奈良治二　（青森2区）
- 飯塚定輔　（秋田2区）
- 鹿野彦吉　（山形1区）
- 志田義信　（山形2区）
- 松本善壽　（福島1区）
- 今泉貞雄　（福島1区）
- 江花静　　（福島2区）
- 大和田義栄（福島2区）
- 菅家喜六　（福島2区）
- 高木松吉　（福島3区）
- 橋本登美三郎（茨城1区）
- 幡谷仙次郎（茨城1区）
- 塚原俊郎　（茨城2区）
- 北沢直吉　（茨城3区）
- 尾関義一　（栃木1区）
- 高塩三郎　（栃木1区）
- 森下孝　　（栃木2区）
- 佐藤親弘　（栃木2区）
- 藤枝泉介　（群馬1区）
- 小渕光平　（群馬3区）

- 福永健司　（埼玉1区）
- 大泉寛三　（埼玉1区）
- 細田栄蔵　（埼玉2区）
- 清水逸平　（埼玉2区）
- 高間松吉　（埼玉3区）
- 青木正　　（埼玉4区）
- 佐久間徹　（千葉1区）
- 柳沢義男　（千葉1区）
- 小高熹郎　（千葉3区）
- 岡崎勝男　（神奈川3区）
- 河野謙三　（神奈川3区）
- 井手光治　（東京1区）
- 野村専太郎（東京1区）
- 高木章　　（東京4区）
- 天野公義　（東京6区）
- 福田篤泰　（東京7区）
- 風間啓吉　（新潟1区）
- 丸山直友　（新潟3区）
- 田中彰治　（新潟4区）
- 内藤隆　　（富山1区）
- 坂田英一　（石川1区）
- 南好雄　　（石川2区）
- 飛嶋繁　　（福井全県区）
- 福田一　　（福井全県区）
- 黒沢富次郎（長野2区）

- 小川平二　（長野3区）
- 田中啓一　（岐阜1区）
- 平野三郎　（岐阜2区）
- 丹羽彪吉　（岐阜2区）○
- 五島秀次　（静岡1区）
- 西村直己　（静岡1区）
- 遠藤三郎　（静岡2区）
- 畠山鶴吉　（静岡2区）
- 中村幸八　（静岡3区）
- 金原舜二　（静岡3区）
- 足立篤郎　（静岡3区）
- 田嶋好文　（愛知1区）
- 多武良哲三（愛知2区）
- 川本末治　（愛知2区）
- 三宅則義　（愛知4区）
- 福井勇　　（愛知5区）
- 中村清　　（三重2区）
- 河原伊三郎（滋賀全県区）
- 高木吉之助（京都1区）
- 前尾繁三郎（京都2区）
- 岡野清豪　（大阪1区）
- 押谷富三　（大阪2区）
- 浅香忠雄　（大阪3区）
- 首藤新八　（兵庫1区）
- 塩田賀四郎（兵庫2区）

- 吉田吉太郎（兵庫2区）
- 岡田五郎　（兵庫3区）
- 吉田省三　（兵庫3区）
- 藤井平治　（奈良全県区）
- 田淵光一　（和歌山2区）
- 門脇勝太郎（鳥取全県区）
- 大橋武夫　（島根全県区）
- 橋本龍伍　（岡山2区）
- 山本久雄　（広島1区）
- 池田勇人　（広島2区）
- 宮原幸三郎（広島2区）
- 中川俊思　（広島2区）
- 宇田恒　　（広島3区）
- 船越弘　　（広島3区）
- 高橋等　　（広島3区）
- 吉武恵市　（山口1区）
- 佐藤栄作　（山口2区）
- 青柳一郎　（山口2区）
- 高橋定一　（山口2区）
- 玉置実　　（香川1区）
- 川端佳夫　（愛媛1区）
- 大西弘　　（愛媛1区）
- 小西英雄　（愛媛2区）
- 越智茂　　（愛媛2区）
- 中村純一　（愛媛3区）

- 守島伍郎　（福岡1区）
- 池見茂隆　（福岡1区）
- 麻生太賀吉（福岡2区）
- 龍野喜一郎（福岡3区）
- 甲木保　　（福岡3区）
- 江田斗米吉（福岡4区）
- 永井英修　（佐賀全県区）
- 三池信　　（佐賀全県区）
- 北川定務　（佐賀全県区）
- 田口長治郎（長崎1区）
- 岡延右衛門（長崎2区）
- 原田雪松　（熊本2区）
- 小玉治行　（大分1区）
- 福田喜東　（大分2区）
- 西村英一　（大分2区）
- 永田節　　（大分2区）
- 淵通義　　（宮崎1区）
- 小山長規　（宮崎2区）
- 瀬戸山三男（宮崎2区）
- 滿尾君亮　（鹿児島1区）
- 中馬辰猪　（鹿児島2区）

民主党
23名
- 林好次　　（北海道5区）
- 清藤唯七　（青森2区）
- 宮腰喜助　（秋田1区）
- 畠山重勇　（秋田1区）
- 笹山茂太郎（秋田2区）

- 金塚孝　　（茨城3区）
- 森山欽司　（栃木1区）
- 長谷川四郎（群馬2区）
- 増田連也　（群馬2区）
- 永井要造　（神奈川2区）

- 稲葉修　　（新潟2区）
- 柳原三郎　（岐阜1区）
- 久野忠治　（愛知2区）
- 鈴木幹雄　（愛知3区）
- 河本敏夫　（兵庫4区）

- 有田喜一　（兵庫5区）
- 山本利寿　（島根全県区）
- 大西禎夫　（香川1区）
- 島田末信　（香川2区）
- 大西正男　（高知全県区）

- 藤田義光　（熊本1区）
- 田中不破三（宮崎2区）
- 床次徳二　（鹿児島1区）

日本社会党
6名
- 松井政吉　（福島3区）
- 岡良一　　（石川1区）
- 堤ツルヨ　（滋賀全県区）
- 足鹿覚　　（鳥取全県区）
- 青野武一　（福岡2区）

- 坂本泰良　（熊本1区）

日本共産党
28名
- 池田峯雄　（茨城3区）
- 渡部義通　（埼玉1区）
- 高田富之　（埼玉3区）
- 春日正一　（神奈川1区）
- 今野武雄　（神奈川2区）
- 深沢義守　（山梨全県区）

- 伊藤憲一　（東京2区）
- 風早八十二（東京4区）
- 神山茂夫　（東京5区）
- 聴濤克巳　（東京6区）
- 土橋一吉　（東京7区）
- 上村進　　（新潟1区）

- 梨木作次郎（石川1区）
- 砂間一良　（静岡1区）
- 田島ひで　（愛知1区）
- 江崎一治　（滋賀全県区）
- 谷口善太郎（京都1区）
- 河田賢治　（京都2区）

- 川上貫一　（大阪2区）
- 横田甚太郎（大阪3区）
- 加藤充　　（大阪4区）
- 立花敏男　（兵庫1区）
- 井之口政雄（兵庫2区）

- 竹村奈良一（奈良全県区）
- 米原昶　　（鳥取全県区）
- 苅田アサノ（岡山1区）
- 田中尭平　（山口2区）
- 田代文久　（福岡2区）

農民新党
1名
- 小平忠（北海道4区）

社会革新党
1名
- 小林進（新潟3区）

諸派
1名
- 浦口鉄男（北海道1区）

無所属
11名
- 金子与重郎（群馬1区）
- 阿左美広治（埼玉3区）
- 小金義照（神奈川3区）
- 小林信一（山梨全県区）
- 水野彦治郎（静岡1区）

- 木村俊夫（三重1区）
- 山手満男（三重1区）
- 井上信貴男（奈良全県区）
- 高橋権六（福岡3区）
- 大瀬久市（長崎2区）

- 羽田野次郎（大分1区）

### 返り咲き・復帰
計31名
民主自由党
18名
- 安部俊吾　（宮城1区）
- 牧野寛索　（山形1区）
- 池田正之輔（山形2区）
- 山崎猛　　（茨城2区）
- 小峰柳多　（群馬3区）

- 森曉　　　（千葉3区）
- 土倉宗明　（富山2区）
- 田中重弥　（長野1区）
- 松永仏骨　（大阪4区）
- 川西清　　（兵庫3区）

- 若林義孝　（岡山1区）
- 真鍋勝　　（徳島全県区）
- 生田和平　（徳島全県区）
- 関谷勝利　（愛媛1区）
- 薬師神岩太郎（愛媛3区）

- 佐藤重遠　（宮崎1区）
- 二階堂進　（鹿児島3区）
- 岩川与助　（鹿児島3区）

民主党
6名
- 千葉三郎　（宮城1区）
- 奥村又十郎（福井全県区）
- 田中伊三次（京都1区）
- 逢沢寛　　（岡山1区）
- 犬養健　　（岡山2区）

- 保利茂　　（佐賀全県区）

日本社会党
3名
- 三宅正一　（新潟2区）
- 加藤鐐造　（岐阜2区）
- 田万広文　（香川2区）

日本共産党
3名
- 柄沢とし子（北海道4区）
- 中西伊之助（神奈川3区）
- 志賀義雄　（大阪1区）

農民新党
1名
- 松本六太郎（北海道2区）

### 引退・不出馬
計20名
民主自由党
3名
- 磯崎貞序　（神奈川3区）
- 原田憲　　（大阪3区）
- 田村虎一　（山口2区）

民主党
7名
- 飯村泉　　（茨城1区）
- 菊池豊　　（茨城3区）
- 矢野政男　（栃木1区）
- 田島房邦　（埼玉1区）
- 舟崎由之　（新潟1区）

- 伊藤恭一　（岐阜2区）
- 矢野庄太郎（香川2区）

日本社会党
4名
- 萬田五郎　（茨城2区）
- 松永義雄　（埼玉1区）
- 井伊誠一　（新潟2区）
- 河井栄蔵　（大阪1区）

社会革新党
3名
- 松本真一　（和歌山2区）
- 藤田栄　　（広島1区）
- 大原博夫　（広島2区）

諸派
2名
- 鈴木弥五郎（秋田2区）
- 小沢専七郎（福島3区）

無所属
1名
- 黒岩重治　（高知全県区）

### 落選
計184名
民主自由党
27名
- 松浦栄　　（北海道4区）
- 工藤鉄男　（青森2区）
- 原孝吉　　（福島1区）
- 田口助太郎（埼玉1区）
- 松崎朝治　（埼玉3区）
- 青柳高一　（埼玉3区）

- 富田照　　（千葉3区）
- 小暮藤三郎（神奈川2区）
- 東舜英　　（石川1区）
- 鈴木里一郎（静岡3区）
- 深津玉一郎（愛知2区）
- 松田正一　（三重1区）

- 奥村竹三　（京都2区）
- 山名義芳　（兵庫4区）
- 生越三郎　（島根全県区）
- 庄忠人　　（山口1区）
- 中嶋勝一　（山口2区）

- 重富卓　　（山口2区）
- 岡井藤志郎（愛媛1区）
- 明礼輝三郎（愛媛3区）
- 古賀喜太郎（福岡3区）
- 森直次　　（佐賀全県区）

- 梁井淳二　（佐賀全県区）
- 綱島正興　（長崎2区）
- 中村嘉寿　（鹿児島1区）
- 的場金右衛門（鹿児島3区）
- 佐藤通吉　（鹿児島3区）

民主党
45名
- 坂東幸太郎（北海道2区）
- 三好竹勇　（北海道4区）
- 山下春江　（福島2区）
- 栗田英男　（栃木2区）
- 鈴木強平　（群馬1区）
- 最上英子　（群馬3区）
- 関根久蔵　（埼玉3区）
- 成島憲子　（千葉1区）
- 高橋長治　（神奈川1区）
- 櫻内義雄　（東京1区）

- 八並達雄　（東京7区）
- 高岡忠弘　（新潟2区）
- 神山栄一　（新潟3区）
- 荊木一久　（新潟4区）
- 井村徳二　（石川1区）
- 竹田儀一　（石川1区）
- 五坪茂雄　（石川2区）
- 長谷川政友（福井全県区）
- 青木清左衛門（福井全県区）
- 安東義良　（岐阜2区）

- 岡野繁蔵　（静岡1区）
- 生悦住貞太郎（三重2区）
- 長野重右衛門（滋賀全県区）
- 一松定吉　（大阪1区）
- 細川八十八（大阪2区）
- 喜多楢治郎（大阪4区）
- 佃良一　　（兵庫1区）
- 後藤悦治　（兵庫2区）
- 中村俊夫　（兵庫2区）
- 田中源三郎（兵庫3区）

- 小島徹三　（兵庫5区）
- 北浦圭太郎（奈良全県区）
- 西山冨佐太（岡山1区）
- 武田キヨ　（広島2区）
- 高橋禎一　（広島3区）
- 秋田大助　（徳島全県区）
- 米田吉盛　（愛媛1区）
- 馬越晃　　（愛媛2区）
- 岡部得三　（福岡2区）
- 西田隆男　（福岡2区）

- 打出信行　（熊本1区）
- 梅林時雄　（大分1区）
- 安田幹太　（大分2区）
- 宇都宮則綱（大分2区）
- 押川定秋　（宮崎1区）

日本社会党
68名
- 正木清　　（北海道1区）
- 境一雄　　（北海道1区）
- 和田敏明　（北海道2区）
- 山中日露史（北海道4区）
- 森三樹二　（北海道5区）
- 永井勝次郎（北海道5区）
- 竹谷源太郎（宮城1区）
- 細野三千雄（秋田1区）
- 島田晋作　（秋田1区）
- 海野三朗　（山形1区）
- 金野定吉　（山形2区）
- 榊原千代　（福島1区）
- 菊池重作　（茨城3区）
- 金子益太郎（栃木2区）

- 大島義晴　（群馬2区）
- 師岡栄一　（埼玉2区）
- 馬場秀夫　（埼玉4区）
- 吉川兼光　（千葉1区）
- 笹口晃　　（神奈川2区）
- 片山哲　　（神奈川3区）
- 鈴木雄二　（神奈川3区）
- 原彪　　　（東京1区）
- 加藤シヅエ（東京2区）
- 菊川忠雄　（東京4区）
- 島上善五郎（東京6区）
- 山花秀雄　（東京7区）
- 笠原貞造　（新潟1区）
- 清沢俊英　（新潟3区）

- 矢後嘉蔵　（富山1区）
- 野溝勝　　（長野3区）
- 山本幸一　（岐阜1区）
- 加藤静雄　（静岡1区）
- 池谷信一　（静岡1区）
- 山崎道子　（静岡2区）
- 川合彰武　（静岡3区）
- 加藤勘十　（愛知1区）
- 佐藤観次郎（愛知3区）
- 林大作　　（愛知5区）
- 矢尾喜三郎（滋賀全県区）
- 花月純誠　（滋賀全県区）
- 辻井民之助（京都1区）
- 竹内克巳　（京都1区）

- 松原喜之次（大阪3区）
- 山下栄二　（兵庫2区）
- 河合義一　（兵庫3区）
- 伊瀬幸太郎（奈良全県区）
- 庄司彦男　（鳥取全県区）
- 梶川静雄　（鳥取全県区）
- 松本淳造　（島根全県区）
- 重井鹿治　（岡山2区）
- 高津正道　（広島3区）
- 田淵実夫　（広島3区）
- 守田道輔　（山口2区）
- 成瀬喜五郎（徳島全県区）
- 溝淵松太郎（香川1区）
- 安平鹿一　（愛媛1区）

- 井谷正吉　（愛媛3区）
- 田中松月　（福岡1区）
- 伊藤卯四郎（福岡2区）
- 田中稔男　（福岡3区）
- 角田藤三郎（佐賀全県区）
- 藤原繁太郎（長崎2区）
- 細川隆元　（熊本2区）
- 野上健次　（大分1区）
- 片島港　　（宮崎1区）
- 石神啓吾　（宮崎2区）
- 村尾薩男　（鹿児島1区）
- 冨吉榮二　（鹿児島2区）

国民協同党
12名
- 谷口武雄　（茨城3区）
- 野本品吉　（群馬2区）
- 萩原寿雄　（神奈川3区）
- 唐木田藤五郎（長野2区）
- 坪井亀蔵　（静岡3区）

- 酒井俊雄　（愛知4区）
- 小枝一雄　（岡山1区）
- 多賀安郎　（岡山2区）
- 豊沢豊雄　（香川2区）
- 大島多蔵　（佐賀全県区）

- 松原一彦　（大分2区）
- 川越博　　（宮崎2区）

労働者農民党
5名
- 館俊三　（北海道3区）
- 野老誠　（千葉3区）
- 太田典礼（京都2区）
- 堀江実蔵（鳥取全県区）
- 森山武彦（宮崎2区）

農民新党
1名
- 加藤吉太夫（福井全県区）

社会革新党
11名
- 外崎千代吉（青森2区）
- 田中健吉　（秋田1区）
- 高瀬伝　　（栃木1区）
- 松沢一　　（山梨全県区）
- 本藤恒松　（長野1区）

- 水野實郎　（愛知2区）
- 叶凸　　　（大阪4区）
- 赤松明勅　（愛媛2区）
- 大神善吉　（福岡1区）
- 成重光真　（福岡4区）

- 宮村又八　（熊本1区）

諸派
10名
- 只野直三郎（宮城1区）
- 大滝亀代司（山形1区）
- 中野寅吉　（福島2区）
- 齋藤晃　　（福島3区）
- 長谷川俊一（岐阜2区）

- 田中久雄　（三重1区）
- 川橋豊治郎（京都1区）
- 榊原亨　　（岡山1区）
- 織田正信　（香川1区）
- 久保猛夫　（長崎1区）

無所属
5名
- 相馬助治　（栃木1区）
- 荒畑勝三　（東京4区）
- 平工喜一　（岐阜1区）
- 西尾末広　（大阪2区）
- 中村元治郎（奈良全県区）

### 記録的当選者・落選者
|                | 氏名       | 政党   | 選挙区     | 記録         |
| -------------- | ---------- | ------ | ---------- | ------------ |
| 最年少当選者   | 天野公義   | 民自   | 東京6区    | 27歳10ヶ月   |
| 最高齢当選者   | 尾崎行雄   | 無所属 | 三重2区    | 90歳0ヶ月    |
| 最多得票当選者 | 吉田茂     | 民自   | 高知全県区 | 81,289票     |
| 最少得票当選者 | 若松虎雄   | 民自   | 長崎1区    | 18,927票     |
| 最多得票落選者 | 三島雄太郎 | 無所属 | 島根全県区 | 45,071票     |
| 最多当選       | 尾崎行雄   | 無所属 | 三重2区    | 24回（連続） |

## その他

### 選挙切手

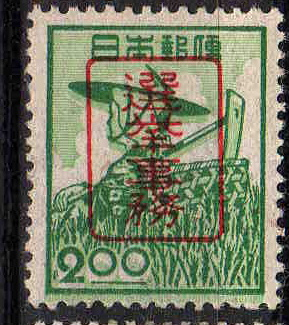
選挙切手

この第24回衆議院議員総選挙において、当時の逓信省より、候補者に対してその1名につき1000枚宛ての「選挙切手」と呼ばれる特殊な郵便切手が無償交付された。このような制度が実施されたのは、本選挙が現在までのところ唯一の例である。なお本選挙に関連して、逓信省は当該選挙実施約半年後の1949年6月1日に郵政省と電気通信省に分割されたため、選挙後に成立した第3次吉田茂内閣の逓信大臣小沢佐重喜（元自治大臣兼国家公安委員長小沢一郎の実父）は最後の逓信大臣となった。なお、小沢は引き続いて初代郵政大臣兼電気通信大臣を務めた。

## 選挙後

### 国会
第5回国会（特別会）
会期：1949年2月11日 - 4月21日
- 衆議院議長選挙（1949年2月11日　投票者数：451 過半数：226）[8]

幣原喜重郎（民自党）　：346票
米窪満亮　（社会党）　：091票
飯田義茂　（農民新党）　：010票
星島二郎　（民自党）　：001票
浦口鉄男　（立憲養正会）　：001票
無効　　　　　　　　　：002票
- 衆議院副議長選挙（1949年2月11日）

第1回投票（投票者数：453　過半数：227）
岩本信行　（民自党）　：342票
前田榮之助（社会党）　：093票
寺崎覺　　（農民新党）　：010票
山口喜久一郎（民自党）　：005票
無効　　　　　　　　　　：003票
- 内閣総理大臣指名選挙（1949年2月11日）

衆議院議決（投票者数：454　過半数：228）
吉田茂　　（民自党）　　：350票
浅沼稲次郎（社会党）　　：086票
松本六太郎（農民新党）　：010票
無効　　　　　　　　　　：008票
第10回国会（常会）
会期：1950年12月10日 - 1951年6月5日
- 衆議院議長選挙（1951年3月13日　投票者数：333 過半数：167）

林讓治　　（自由党）　：230票
笹森順造　（無所属）　：081票
上村進　　（共産党）　：020票
苫米地義三（国民民主党）　：001票
植原悦二郎　（自由党）　：001票
第14回国会（臨時会）
会期：1952年8月26日 - 8月28日
- 衆議院議長選挙（1952年8月26日　投票者数：319 過半数：160）

大野伴睦　（自由党）　：210票
岡田勢一　（改進党）　：046票
前田栄之助（社会党）　：033票
八百板正　（社会党）　：029票
無効　　　　　　　　　　：001票